# جان لدلی اینگلیس هاکسورث
جان لدلی اینگلیس هاکسورث (انگلیسی: John Hawkesworth; ۱۹ فوریهٔ ۱۸۹۳ – ۳ ژوئن ۱۹۴۵) فرد نظامی اهل بریتانیا بود. وی همچنین برندهٔ جوایزی همچون نشان امپراتوری بریتانیا و نشان حمام شده‌است.